# Гуато (язык)
Гуато (Guató) - почти исчезнувший индейский изолированный язык, на котором говорит около 10% народа гуато, который проживает на границе между Боливией и штатом Мату-Гросу (берега рек Парагуай и Сан-Лоуренсу) в Бразилии. Кауфман (1990) в предварительном порядке отнёс гуато к языкам макро-же, но Эдуарду Рибейру не нашёл для этого никаких доказательств.

## Фонология
|                | Откр.        | Откр.       | Откр.      | Нос.         | Нос.        | Нос.       |
|                | Передний ряд | Средний ряд | Задний ряд | Передний ряд | Средний ряд | Задний ряд |
| -------------- | ------------ | ----------- | ---------- | ------------ | ----------- | ---------- |
| Верхний подъём | i            | ɨ           | u          | ĩ            | ɨ̃           | ũ          |
| Средний подъём | e            |             | o          | ẽ            | ã           | ã          |
| Нижний подъём  | ɛ            | a           | ɔ          | ẽ            | ã           | ã          |

|           |           | Губ. | Денти- альвеоляр. | Пост- альвеоляр. | Веляр. | Губ.- веляр. | Глот. |
| --------- | --------- | ---- | ----------------- | ---------------- | ------ | ------------ | ----- |
| Нос.      | Нос.      | m    | n                 |                  |        |              |       |
| Взрыв.    | звон.     | b    | d                 | dʒ               | ɡ      | ɡʷ           |       |
| Взрыв.    | глух.     | p    | t                 | tʃ               | k      | kʷ           |       |
| Фрикатив. | Фрикатив. | f    |                   |                  |        |              | h     |
| Сонор.    | Сонор.    | w    | ɾ                 | j                |        |              |       |